# Ciborium (oblat)

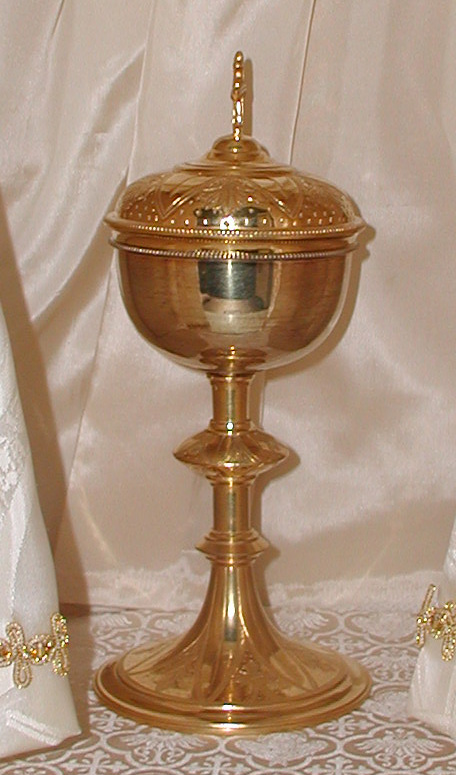
Ciborium i eremitkyrkan i Warfhuizen i Nederländerna

Artikeln behandlar nattvardskärlet, för altaröverbyggnaden se Ciborium (arkitektur)
Ciborium är ett nattvardskärl. Det används i liturgin för att förvara det invigda, konsekrerade, nattvardsbrödet, även kallade oblat eller inom katolska kyrkan hostia. Ciborium benämns också pyxis.
Ett ciborium är ofta av metall och ser ut som en kalk, med fot, nod, hals och behållare. Ett stort antal sådana ciborier är bevarade från svensk medeltid. 
Nattvardsbrödet delas under nattvarden ut från fat, paten. Det som blir över av det konsekrerade brödet förvaras sedan i ciborium fram till nästa mässa.
Efter reformationen brukas i stället vanligen en oblatask, en oftast rund men någon gång kvadratisk ask utan fötter eller med små kulfötter.